# 四目岩
69°44′S 38°7′E / 69.733°S 38.117°E
四目岩，是南極洲的岩石，位於毛德皇后地的哈拉爾王子海岸，處於呂佐夫-霍爾姆灣西南岸，根據挪威探險隊拍攝的空中照片繪入地圖，現時由南極條約體系管理。

## 外部連結
- 本条目引用的公有领域材料来自美国地质调查局的文档 《四目岩》 （資料來自地名信息系统）。